# Ferula
- Commons
- Wikispecies

Ferula L. (vernacular, férula) é um género de plantas da família Apiaceae, contendo cerca de 170 espécies de plantas angiospérmicas e perenes.

## Sinonímia
- Euryangium Kauffman
- Buniotrinia Stapf et Wettst.
- Merwia B. Fedtsch.
- Merwiopsis Saphina
- Narthex Falc.
- Schumannia Kuntze
- Scorodosma Bunge
- Soranthus Ledeb.
- Talassia Korovin

## Espécies
- Ferula assafoetida
- Ferula caspica
- Ferula communis
- Ferula conocaula
- Ferula foetida
- Ferula gummosa
- Ferula karelinii
- Ferula linkii
- Ferula longifolia
- Ferula marmarica
- Ferula moschata
- Ferula narthex
- Ferula orientalis
- Ferula persica
- Ferula schair
- Ferula szowitziana
- Ferula tingitiana

- «Lista completa»

## Classificação do gênero
| Sistema | Classificação                    | Referência               |
| ------- | -------------------------------- | ------------------------ |
| Linné   | Classe Pentandria, ordem Digynia | Species plantarum (1753) |